# Chalcomela nigricollis
Chalcomela nigricollis is een keversoort uit de familie bladkevers (Chrysomelidae). De wetenschappelijke naam van de soort werd in 1916 gepubliceerd door Arthur Mills Lea.